# Norsk lyskrebs
Norsk lyskrebs (Meganyctiphanes norvegica) eller norsk krill er en art af krill, der lever i det nordlige Atlanterhav. Det er en vigtig bestanddel af zooplanktonet, der giver føde til hvaler, sæler, fisk og fugle. (I det sydlige ocean udfylder antarktisk krill Euphausia superba en lignende rolle.) M. norvegica er den eneste art, der kendes i slægten Meganyctiphanes. Norsk lyskrebs findes også i de danske farvande. 